# Ouville
Ouville é uma comuna francesa na região administrativa da Normandia, no departamento Mancha. Estende-se por uma área de 11,09 km². Em 2010 a comuna tinha 460 habitantes (densidade: 41,5 hab./km²).